# Iwo Eleru

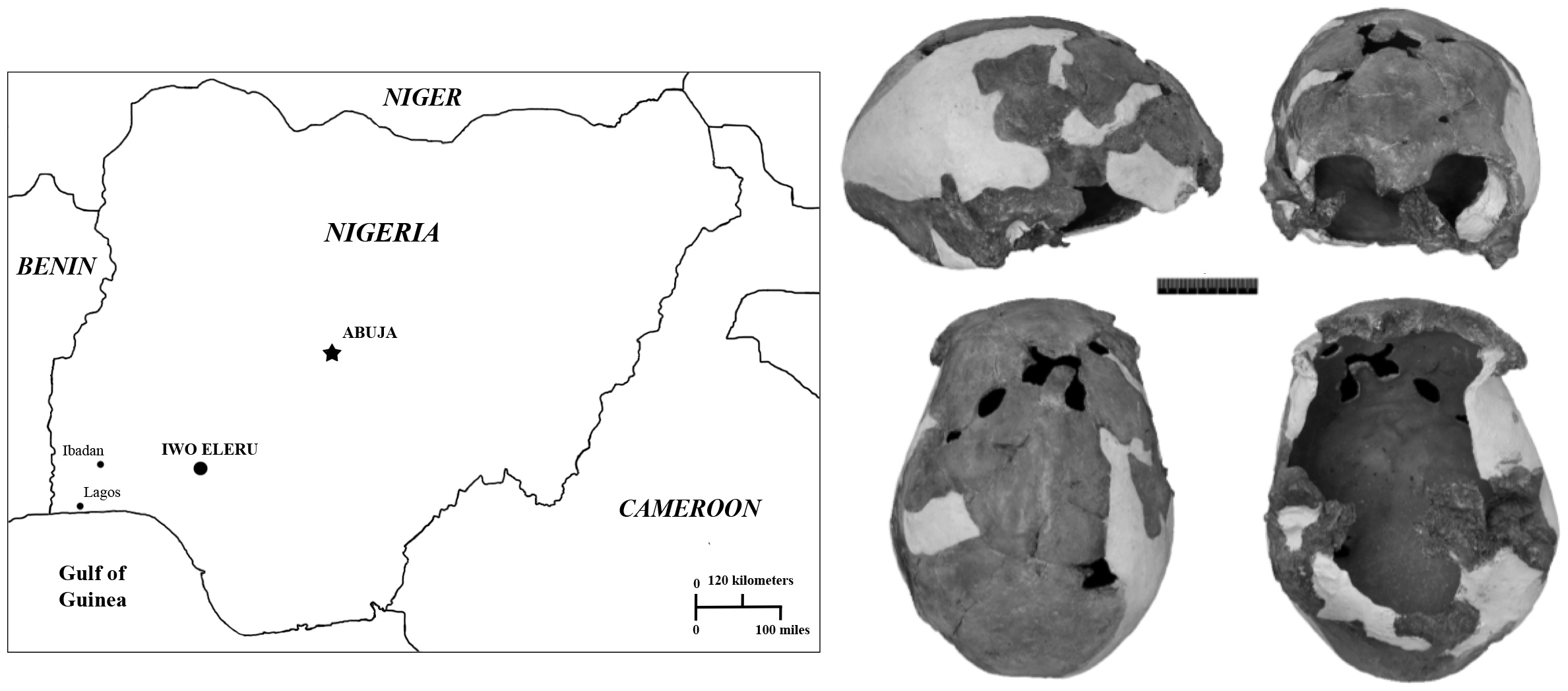
Carte du Nigeria avec emplacement (à gauche).
Vues du crâne d'Iho Eleru (à droite) : côté, avant, haut, bas

Iwo Eleru est un site préhistorique et un abri sous roche qui présente des artéfacts du Paléolithique supérieur final (de la fin du Pléistocène supérieur au début de l'Holocène). Il est situé dans la région de forêt-savane d'Isarun, dans l'État d'Ondo, dans le Yorubaland, au Nigeria. Le site est signalé sous ce nom en 1961 par l'officier en chef J. Akeredolu. Le nom correct du site a ensuite été reconnu comme étant Iwò Eléérú, ou Iho Eleru, qui signifie « Grotte des Cendres ». Le crâne d'Iho Eleru est une découverte anthropologique majeure faite sur le site. Daté d'environ 13 000 ans avant le présent (AP), il montre la subsistance à une époque tardive d'une lignée humaine archaïque, soit directement, soit indirectement par hybridation,.

## Toponymie
La transcription du nom du site archéologique est Uò Eléérú dans le dialecte Ekiti parlé en Isarun, et Iho Eleru en graphie standard Yorùba, ce qui signifie « Grotte des Cendres ». Ce nom provient de l'épaisse couche de cendres produite par des foyers successifs et couvrant la majeure partie du sol. Le site est plus connu sous le nom de « Iwo Eleru », employé en 1961 par l'officier en chef J. Akeredolu, du département des antiquités du Bénin, au Nigeria, et repris par les chercheurs Thurstan Shaw et S.G.H. Daniels,.

## Paléoenvironnement

### Botanique
Des restes d'écorces de fruits ont été datés par le carbone 14. Canarium schweinfurthii était utilisé en 11300 av. J.-C. C'est la plus ancienne trace connue en Afrique de l'Ouest. L'exploitation du palmier à huile est probablement antérieure à 10000 av. J.-C..

### Faune
La faune trouvée à Iho Eleru comprend le potamochère (Potamochoerus porcus), l'antilope naine (Neotragus batesi ?), le rat géant (Cricetomys sp.), le daman des rochers (Procavia capensis), la tortue noire d'Afrique de l'Ouest (Pelusios niger) et le céphalophe à dos jaune (Cephalophus silvicultor). On relève des traces de boucherie sur le site. Les animaux dont la consommation sur le site est confirmée comprennent le Buffle d'Afrique (Syncerus caffer), le lièvre de savane africaine (Lepus microtis), le porc-épic à crête (Hystrix cristata), le Varan du Nil (Varanus niloticus) et l'Autruche d'Afrique (Struthio camelus).

## Homme d'Iho Eleru

### Découverte
L'Homme d'Iho Eleru a été trouvé en 1965 par Charles Thurstan Shaw et son équipe parmi plus d'un demi-million d'artéfacts du Paléolithique supérieur. L'individu était enterré sous une fine couche de terre. Le crâne était séparé du reste du corps.

### Datation
La datation par le carbone 14 des restes de charbons de bois trouvés autour du squelette fossile était initialement de 9250 av. J.-C. ± 200 ans . Cependant, dans une étude de 2011 menée par Katerina Harvati, Chris Stringer et al., la datation des restes a été légèrement vieillie par une datation par l'uranium-thorium, entre 16,3 et 11,7 ka AP (soit environ 14 ka AP).

### Description
La voûte crânienne est relativement longue et basse, et l'os frontal présente une pente modérée. Les arcades sourcilières sont modérément développées et il n'y a pas de racine nasale prononcée. Ce qui reste de la zone nasale suggère que le pont nasal est relativement plat, et les rayons X ont indiqué un faible développement du sinus frontal.
La face supérieure est manquante à l'exception d'un petit ensemble de fragments. Des parties du maxillaire postérieur sont conservées (y compris le foramen orbitaire) et, d'après ce qui subsiste, il est peu probable que la face supérieure soit grande. La mandibule est bien développée et a une apparence masculine, mais sans menton prononcé. Seules deux prémolaires inférieures étaient encore en place, et on ne sait pas où les dents isolées trouvées étaient placées à l'origine. Toutes les dents antérieures présentent une usure notable. L'usure des dents conduit à estimer l'âge de l'individu au décès à plus de 30 ans.
Il reste du squelette post-crânien des fragments d'os longs. Les humérus semblent robustes et présentent un os cortical modérément épais. Les radius et fémurs sont également robustes. Les restes fossiles suggèrent une taille et une corpulence moyennes, ne dépassant pas environ 1,65 m.

### Analyse
Don Brothwell et Thurstan Shaw ont déclaré en 1971 que l'os frontal de l'Homme d'Iho Eleru était plus pentu que chez l'Homme actuel. Ils ont estimé que la structure occipitale, la racine nasale et l'os frontal du crâne « pourraient être identifiés comme ceux d'une polpulation proto-ouest-africaine ».
Chris Stringer a rapproché en 1974 l'Homme d'Iho Eleru du crâne archaïque Omo 2 de l'Homme de Kibish, aujourd'hui daté de plus de 200 000 ans. L'étude de 2011 a montré qu'Iwo Eleru possède une morphologie neurocrânienne de forme intermédiaire entre les humains archaïques récents et les Hommes modernes. La datation du fossile d'Iho Eleru à la fin du Pléistocène supérieur implique que l'évolution d'Homo sapiens en Afrique est plus compliquée qu'on le pense parfois, avec la survie tardive de caractères archaïques qui illustrent une évolution buissonnante probablement durable.
En 2014, Christopher Stojanowski de l'université d'État de l'Arizona a résumé les trois explications dominantes de la forme crânienne atypique du fossile d'Iho Eleru : la première, qu'Iho Eleru est un hybride avec des populations africaines archaïques ; la seconde, que le fossile d'Iho Eleru faisait partie d'une population archaïque relique qui a été remplacée par l'Homme moderne au début de l'Holocène ; et la troisième, que le fossile d'Iho Eleru faisait partie d'une population qui a divergé du reste des populations d'Afrique du Nord pendant une période d'aridité aiguë dans le désert du Sahara qui l'a rendu impraticable jusqu'à l'arrivée de la dernière période pluviale du Sahara. Que l'Homme d'Iwo Eleru soit un humain archaïque ou qu'il soit issu d'une hybridation entre hommes modernes et un groupe humain archaïque, il témoigne dans les deux cas de l'existence d'une population archaïque relique,,.
En 2014, Peter J. Waddell de l'université Massey a soutenu que l'Homme Iho Eleru descendait d'une lignée ayant divergé il y a entre 400 et 200 ka de la lignée Homo sapiens ayant donné l'Homme moderne, et dont l'extinction pourrait avoir été causée par l'Homme moderne. Waddell a également déclaré : « Une si longue lignée apparemment distincte qui s'est terminée en Afrique de l'Ouest il y a peut-être 12 000 ans, sans signe évident de descendants vivants, suggère que la lignée Iho Eleru représente très probablement une espèce distincte d'humain proche de la modernité. En tant que telle, le nom d'espèce Homo iwoelerueensis peut être suggéré. »,. Cependant, Fred L. Bookstein de l'université de Washington a mis en garde contre la désignation du fossile d'Iwo Eleru comme une nouvelle espèce tant que des éléments convergents n'ont pas été découverts.

## Archéologie

### Outils de pierre
Environ un demi-million d'outils en pierre ont été découverts à Iho Eleru.

### Céramique
Malgré l'émergence de la poterie dans la région d'Ounjougou, au Mali, vers 11900 av. J.-C., et dans la région de Bosumpra, au Ghana, peu après, la céramique est arrivée plus tard dans la région d'Iho Eleru au Nigeria.